# 세종고등학교 (경기)
세종고등학교(世宗高等學校)는 대한민국 경기도 여주시 상동에 있는 공립 고등학교이다.

## 학교 연혁
- 1955년 5월 3일 : 도립 여주여자가정고등학교 인가(3학급)
- 1969년 11월 11일 : 여주여자상업고등학교로 학칙 변경인가(3학급)
- 1972년 12월 12일 : 여주여자종합고등학교로 학칙 변경인가(9학급)
- 1979년 3월 1일 : 중, 고 분리
- 1997년 3월 1일 : 정보과 2학급, 보통과 4학급 인가(총 18학급)
- 2002년 3월 1일 : 여주여자고등학교로 교명 변경
- 2006년 9월 1일 : 백향도서관 준공
- 2008년 8월 26일 : 기숙형 공립고 선정
- 2010년 4월 1일 : 기숙사(백향학사) 개관
- 2012년 3월 1일 : 세종고등학교 정보과, 보통과로 편제 개편
- 2012년 3월 1일 : 세종고등학교 남녀공학 개편
- 2012년 3월 1일 : 세종고등학교로 교명 변경
- 2013년 3월 1일 : 교과부 지정 교과교실제 운영교 (수학, 영어)
- 2021년 1월 12일 : 제64회 졸업식 (176명, 졸업생 총 12,448명)
- 2022년 9월 1일 : 제24대 나석운 교장 취임
- 2023년 1월 4일 : 제66회 졸업식
- 2023년 3월 2일 : 신입생 6학급 177명 입학

## 갤러리

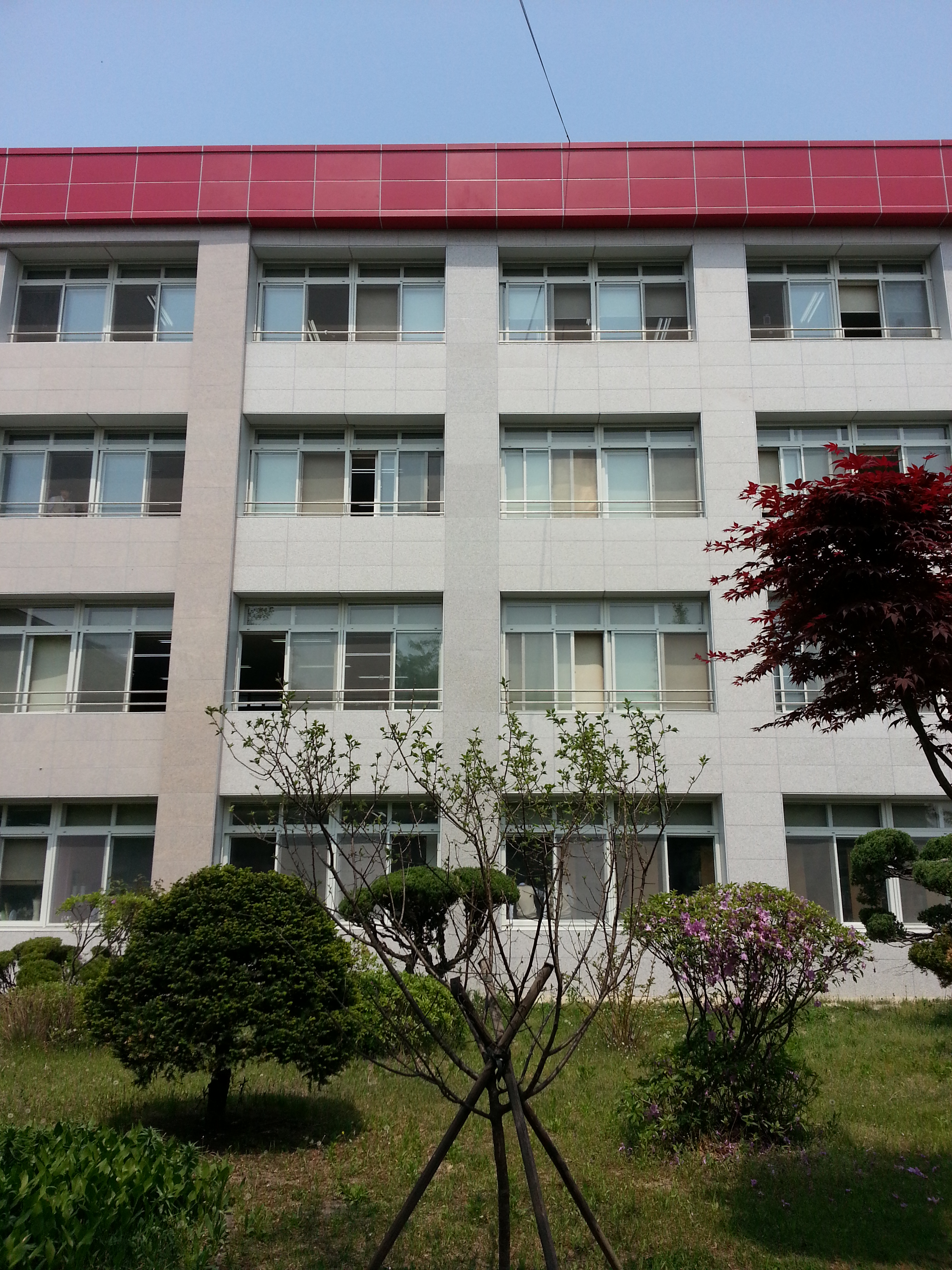
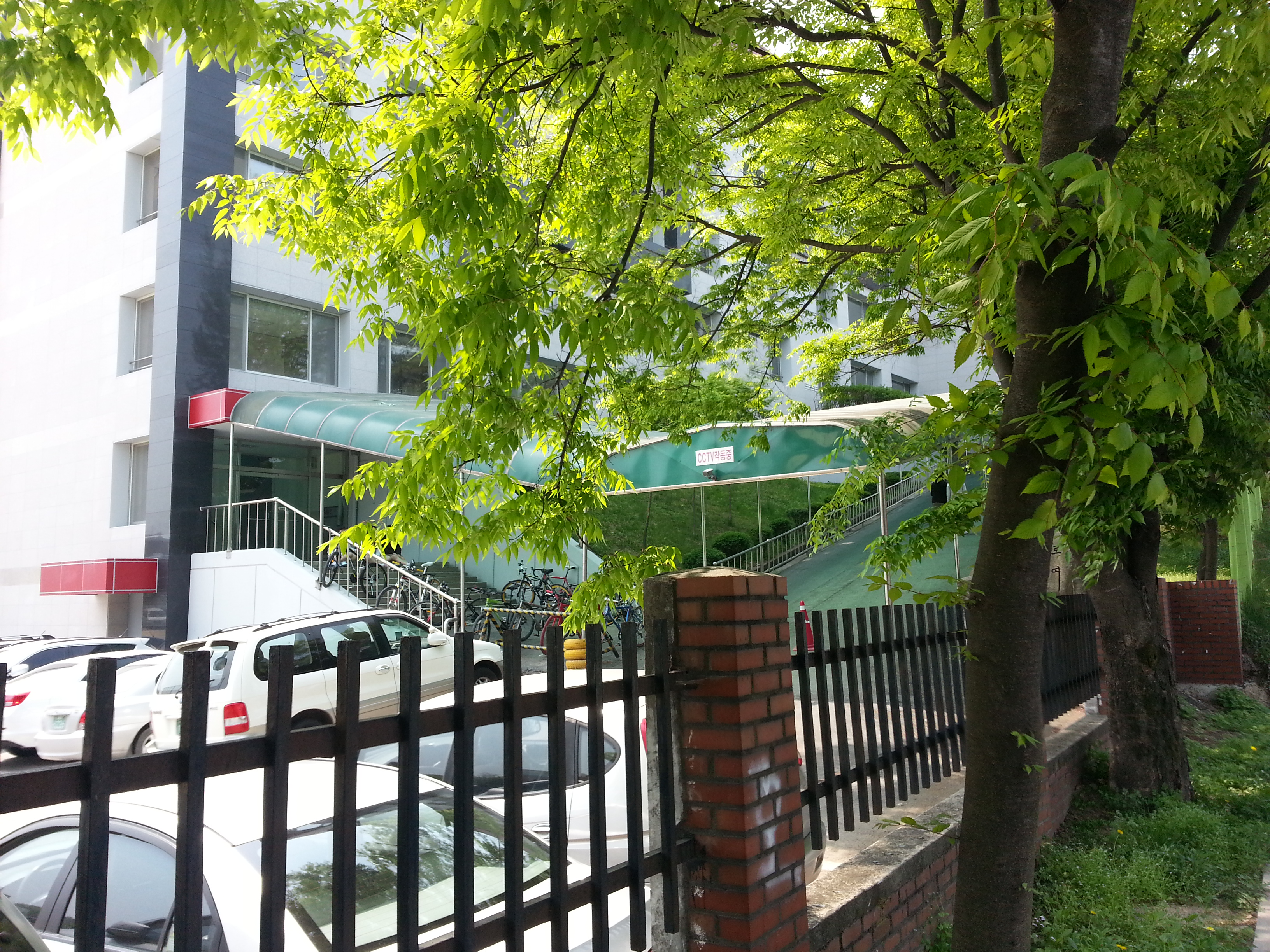

## 참고 자료
- 세종고등학교 - 한국교육학술정보원 학교알리미